# Piz Badile
Piz Badile je 3308 metrů vysoká hora v masivu Bergell na hranici Švýcarska a Itálie. Známá je hlavně díky 900 metrů vysoké severovýchodní stěně a severní hraně, žulovém hladkém a kolmém monolitu.

## Geologie
Hora je tvořená bergellským biotitickým granitem až granodioritem s megakrystaly alkalických živců a s výraznou paralelní texturou. Tyto horniny vznikly syntektonicky s alpinským vrásněním jako součást bergellské intruze před 30 miliony let, tedy ve stupni Rupel spodního oligocénu. Stěny hory byly ohlazeny činností čtvrtohorních ledovců.

## Horolezectví

### Významné prvovýstupy
První výstup na vrchol jižním hřebenem – dnešní normální, nebo též Vůdcovskou cestou – uskutečnili William August Coolidge a horští vůdci F. Dévouassoud a H. Dévouassoud v roce 1867. Prvovýstup severní hranou vytyčili v roce 1923 W. Risch a A. Zürcher.
Severovýchodní stěna, považována za jednu ze šesti velkých severních stěn Alp, byla poprvé prostoupená v roce 1937 trojicí Riccardo Cassin, Gino Esposito a Vittorio Ratti, ke kterým se ve stěně přidali dva mladí lezci Mario Molteni a Giuseppe Valsecchi z Como. Třetí den všichni vystoupili na vrchol v bouři, ale Molteni zahynul vyčerpáním hned za vrcholem a Valsecchi nedaleko od chaty Gianetti.

### Výstupové trasy
Ve východoseverovýchodní stěně hory jsou lezeny tyto výstupové trasy:
- Panoramica – prvovýstup A. Bianchi, G. Frei v roce 2003, délka 300 m, technická obtížnost 6b+ (6a a A1)
- Diretta del Popolo – prvovýstup O. a T. Fazzini a L. Gianola v roce 1987, délka 600 m, technická obtížnost 7a/b (původně 6a a A1)
- Via Belica-Koller – prvovýstup A. Belica a Igor Koller v roce 1975, délka 600 m, technická obtížnost 6b a A0
- Via Felice Battaglia – prvovýstup Felice Battaglia a C. Corti v roce 1953, délka 650 m, technická obtížnost 6a a A0
- Via degli Inglesi – prvovýstup D. Isherwood a M. kosterlitz v roce 1968, délka 650 m, technická obtížnost 6a a A2
- Hiroshima – prvovýstup R. a V. Libera v roce 1995, délka 700 m, technická obtížnost 7a
- Via Nardella – prvovýstup T. Nardella, E. Scarabelli, D. Chiappa a G. Martinelli v roce 1974, délka 750 m, obtížnost 5c a A3

V severovýchodní stěně hory jsou lezeny tyto výstupové trasy:

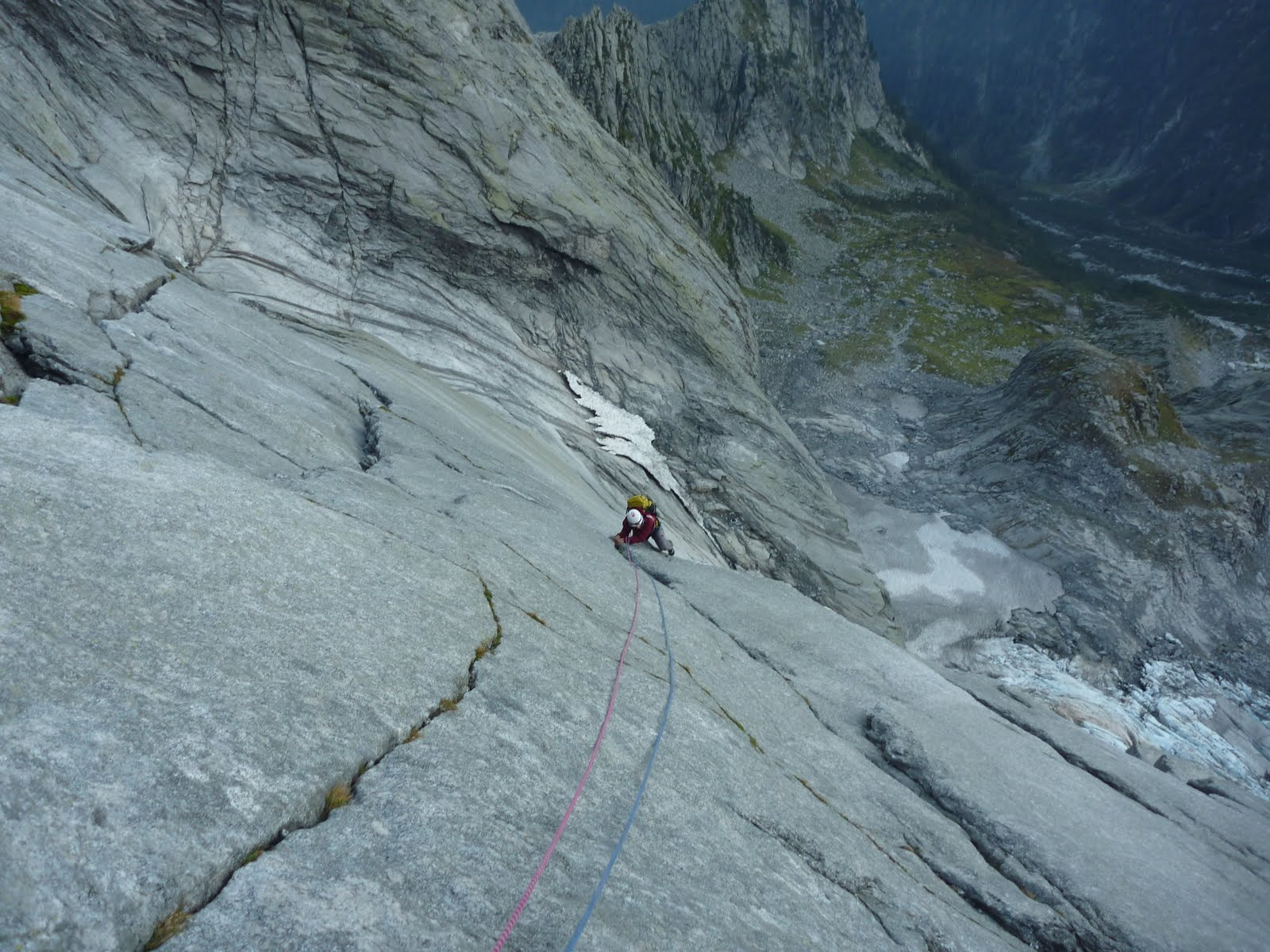
Foto z Cassinovy cesty na Piz Badile

- Memento Mori – prvovýstup J. Rybička, J. Simon a L. Skalda v roce 1980, délka 900 m, technická obtížnost 6a a A3
- Via del Fratello – prvovýstup A a G. Rusconi v zimě 1970, délka 800 m, technická obtížnost 6b, původně 5b A2. První sólovýstup Giovanni Pirana v roce 1979, první čistý výstup G. Lisignoli v roce 1989, první zimní sólovýstup F. Valseschini v roce 2006.
- Via dei Fiori – prvovýstup Igor Koller a S. Šilhán v roce 1978, délka 900 m, technická obtížnost 5c a A0
- Via Cassin – prvovýstup Riccardo Cassin, Gino Esposito, Vittorio Ratti, Mario Molteni a Giuseppe Valsecchi v roce 1937, délka cesty 1200 m s převýšením 800 m, technická obtížnost 6a (5c A0). První sólovýstup Hermann Buhl v roce 1952, první zimní sólovýstup Rossano Libera v roce 2008.
- Favola Ribelle – prvovýstup S. Brambati, A. Carnati, P. Vitali v roce 1988, délka 680 m + 100 m cesty Via Cassin, technická obtížnost 6a+
- Linea Bianca – prvovýstup Igor Koller a S. Šilhán v roce 1978, délka 550 m + 100 m cesty Via Cassin, technická obtížnost 5c+, první sólovýstup Bobbi Göte v roce 1979
  - Varianta Moscacieca – prvovýstup S. Brambati, A. Carnati a P. Vitali v roce 1988, délka 240 m, technická obtížnost 6a+
- La Storia Lunga – prvovýstup V. Jakoubek, J. Mlerka v roce 2002, prvovýstup výlezové varianty V. Jakoubek a J. Doubrava v roce 2005, délka 500 m, technická obtížnost 6a
- Another Day in Paradise – prvovýstup B a K. Müller a H. Zgraggen v roce 1991, délka 750 m, technická obtížnost 6b
- Diritto d`Autore – prvovýstup S. Brambati, A. Carnati a P. Vitali v roce 1987, délka 500 m, technická obtížnost 5c+
- Neverland – prvovýstup S. Brambati, A. Carnati a P. Vitali v roce 1986, délka 420 m, technická obtížnost 5c
- Peter Pan – prvovýstup S. Brambati, A. Carnati a P. Vitali v roce 1986, délka 540 m, technická obtížnost 6a a A1

Severním pilířem vede cesta prvoprostoupená v roce 1923 A Zurcherem a W. Ritschem s délkou 1200 m a převýšením 700 m a s obtížností 5a.
V severozápadní stěně hory jsou lezeny tyto výstupové trasy:

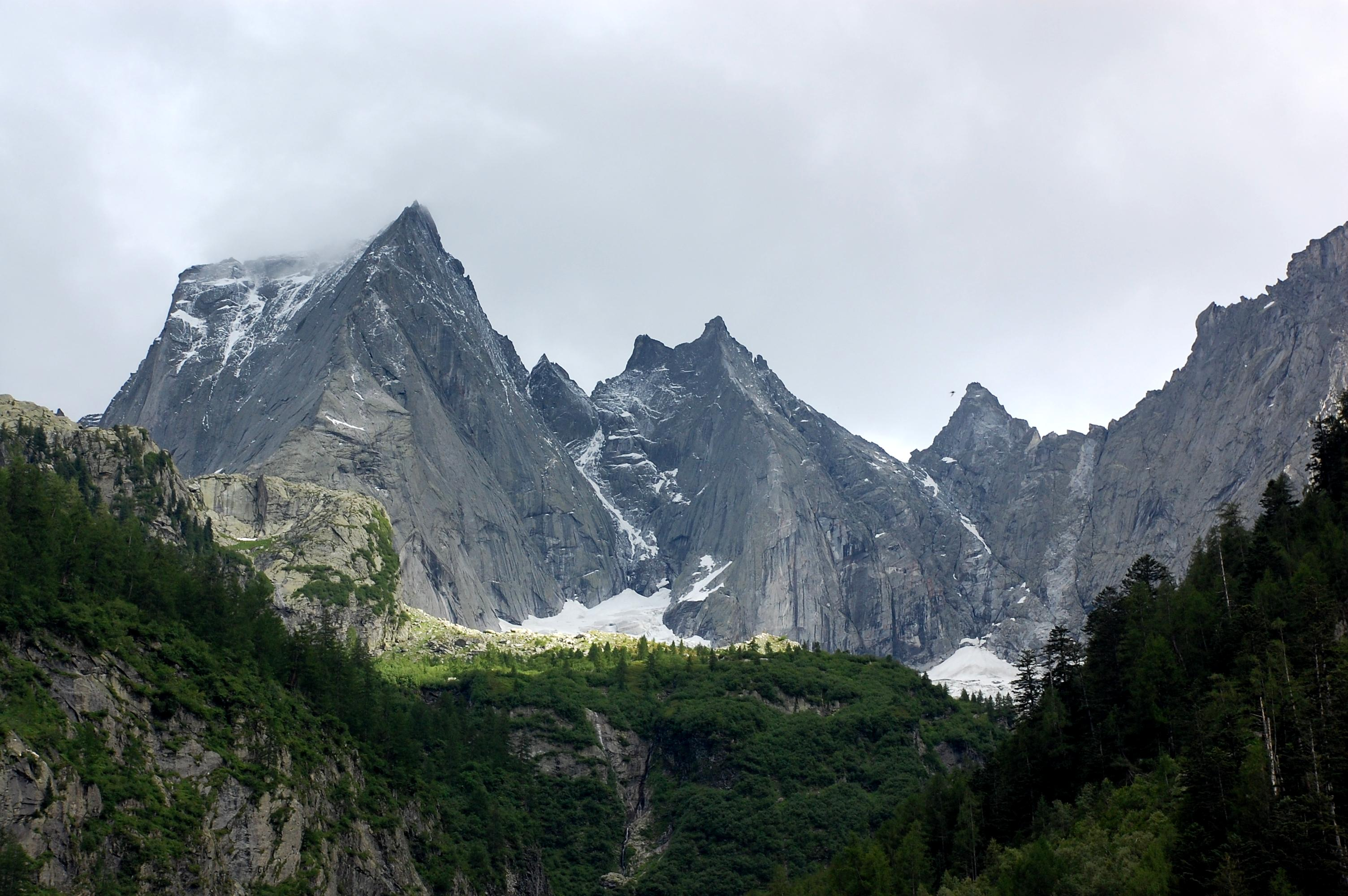
Severozápadní stěna Piz Badile je na fotce vlevo

- Per Elisa – prvovýstup D. Soldarini a L. Martinelli v roce 2010, délka 385 m, technická obtížnost 6b+
- Fuga dall`Ovest – prvovýstup G. a J. Merizzi, L. Mingotto a C. Pinciroli v roce 1990, délka 450 m, technická obtížnost 5b
- Mangiaragni – prvovýstup S. Pizzagalli a D. Soldarini v roce 2012, délka 320 m, technická obtížnost 7a a 2 p.a.
- Il Silenzio degli Eroi – prvovýstup D. Soldarini, S. Pizzagalli, A. Sampietro v roce 2006, délka 450 m, technická obtížnost 6c+
- Big Bang – prvovýstup M. Geronimi a A. Mariani v roce 2008, délka 425 m, technická obtížnost 6c a A0
- Microcosmo – prvovýstup D. Soldarini, S. Pizzagalli a L. Martinelli v roce 2010, délka 535 m, technická obtížnost 7a+
- Jumar Iscariota – prvovýstup O a T. Fazzini a L. Gianola v roce 1986, délka 500 m, technická obtížnost 6c
- Ribelli del Tempo – prvovýstup D. Soldarini, S. Pizzagalli a A. Sampietro v roce 2007, délka 410 m, technická obtížnost 6c+/7a
- Galli delle Alpi – prvovýstup T. Fazzini a N. Riva v roce 1989, délka 360 m, technická obtížnost 6b
- Sinelios – prvovýstup D. Corbetta, D. Galbiati, G. Maggioni v roce 1989, délka 570 m, technická obtížnost 6a
- Via Chiara – prvovýstup F. Boffini, G. a J. Merizzi, G. Miotti, G. Pirana v roce 1976, délka 570 m, technická obtížnost 6a
- Gran diedro – prvovýstup J. Beneš a Leopold Sulovský v roce 1980, délka 500 m, technická obtížnost 6a a A1
- Via Giulio Fiorelli – prvovýstup B. De Angeli, A. Frigerio a E. Redaelli v roce 1974, délka 700 m, technická obtížnost 5b/c a A1
- Ringo Star – prvovýstup O. a T. Fazzini a L. Gianola v roce 1985, délka 650 m, technická obtížnost 5c+/6a
- Sogni d`Alta Quota – prvovýstup A. Marzorati, A. Gomba a C. Trezzi v roce 2011, délka 820 m, technická obtížnost 6b+
- Via Bramani – prvovýstup V. Bramani a E. Castiglioni v roce 1937, délka 650 m, technická obtížnost 5a

Západním hřebenem vedou cesty:
- Západní hřeben – prvovýstup C. Klucker, M. Barbaria a A. von Ridzewsky v roce 1897
- Cresta ovest Diretta – prvovýstup M. Doubner a J. Šplíchal v roce 1978 (10 délek obtížnosti 5b a A1)

Jihozápadní stěnou vedou tyto výstupové trasy:

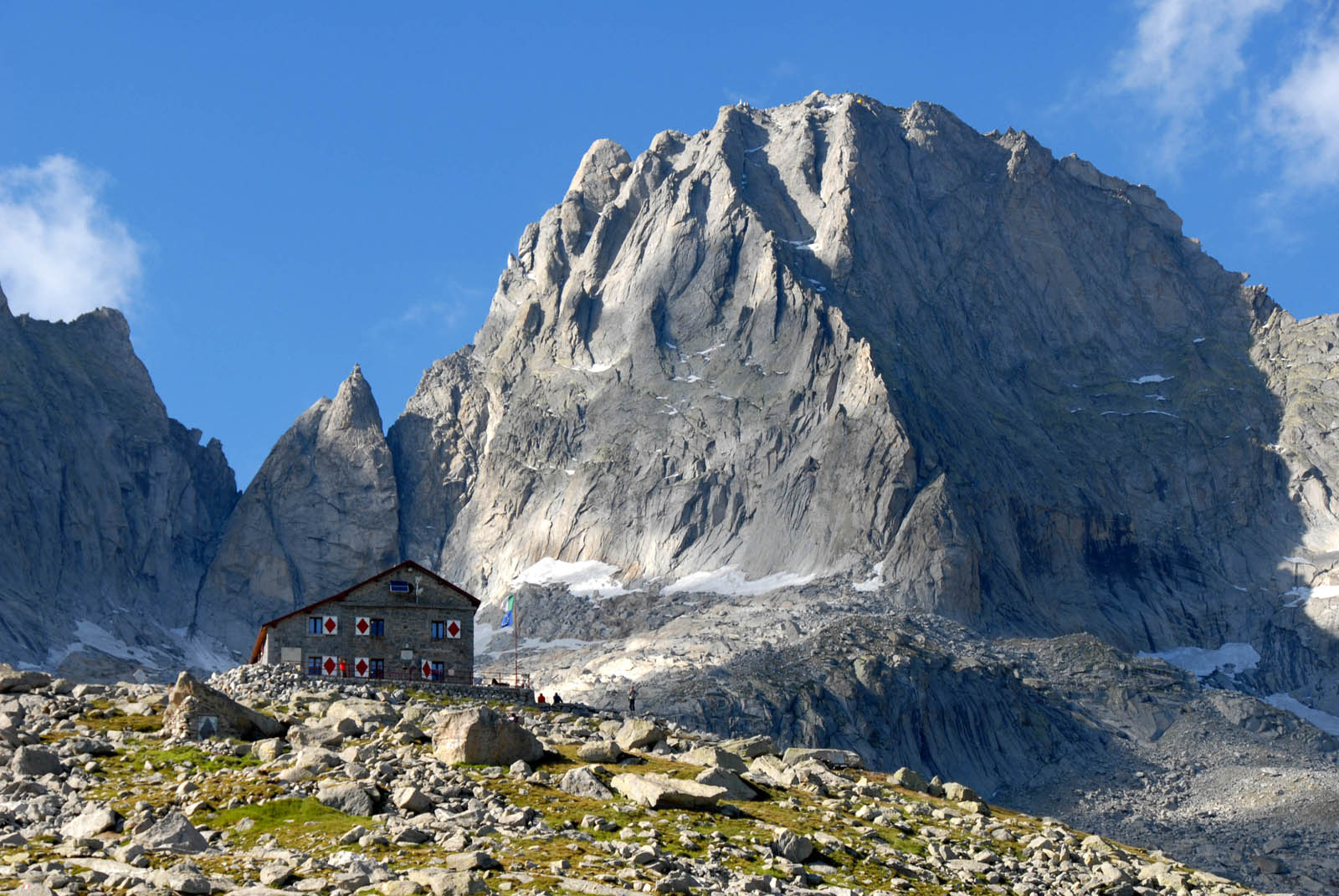
Piz Badile při pohledu z jihu

- Toto Riina – prvovýstup G. Maspes, D. Fiorelli, D. Grossi, S. Mogavero a B. More v zimě roku 1993, délka 400 m, technická obtížnost 5c+
- Via Merendi – prvovýstup R. Merendi, E. Frisia a G. Fiorelli v roce 1957, délka 350 m, obtížnost 5a

Jižním hřebenem vede tzv. normální cesta, využívaná často k sestupu po výstupech ostatními horolezeckými cestami. Tuto cestu prvoprostoupili William August Coolidge, F. Dévouassoud a H. Dévouassoud v roce 1867, má délku 400 m a je dnes ohodnocena stupněm obtížnosti 3c.
Jihovýchodní stěnou vedou tyto výstupové trasy:
- Ringhio – prvovýstup M. Farina, E. Marlier, H. Barmasse a M. Datrino v roce 2003, délka 400 m, technická obtížnost 6b+
- La Prima Volta era un Re – prvovýstup O. Fazzini a druzi, technická obtížnost 6a
- Via Molteni – prvovýstup M. Molteni a M. Camporini v roce 1935, délka 470 m, technická obtížnost 5b
- Diretta Giulio Fiorelli – prvovýstup C. Pedroni, A. Rossi a C. Selvetti v roce 1982, délka 450 m, technická obtížnost 6a a A2
- Vera – prvovýstup Corti a Gilardi v roce 1972, technická obtížnost 6a
- Via del Terzo Pilastro – prvovýstup Bottani, Ciapponi a Dell`Oca, technická obtížnost 5c
- La Muchacha de las Bragas de Oro – prvovýstup Jimeno a O. Brambillas v roce 1991, technická obtížnost 6b